# Ce bébé est pour vous
Ce bébé est pour vous — The Mother Hunt dans l'édition originale américaine — est un roman policier américain de Rex Stout, publié en 1963. C’est le vingt-sixième roman de la série policière ayant pour héros Nero Wolfe et son assistant Archie Goodwin.

## Résumé
Un nouveau-né est laissé dans le vestibule de la maison de Lucy Valdon, veuve de Richard Valdon, un célèbre écrivain et coureur de jupons. Mrs Valdon demande à Wolfe de retrouver la mère et de déterminer si l'enfant est le fils de Richard Valdon. Comme toujours, Wolfe est réticent à se charger de l'enquête, mais finit par accepter. Son assistant Archie examine les vêtements que portait le bébé. Or, ils ont des boutons de crin assez singuliers. Pendant qu'Archie se lance sur cette piste, Wolfe tente une tactique qu'il a employé avec succès dans d'autres cas similaires. Il passe une annonce pour obtenir plus d'informations.
Mais les péripéties tournent mal pour le gros détective, car deux meurtres sont commis. Accusé par la police de cacher des informations, Wolfe et Archie doivent quitter précipitamment leur domicile par la porte arrière. Ils se réfugient dans l'appartement de Mrs Valdon. Bientôt, tous les suspects sont réunis et Nero Wolfe peut révéler le fin mot de toute l'affaire, non pas chez lui, mais chez Mrs Valdon, ce qui est très rare.
Pour un autre cas de fin hors de la vieille maison, lire La sauce Zingara.

## Éditions
Édition originale en anglais
- (en) Rex Stout, The Mother Hunt, New York, Viking Press, 1963

Édition française
- (fr) Rex Stout (auteur) et Simone Hess-Ménigon (traducteur), Ce bébé est pour vous [« The Mother Hunt »], Paris, Librairie des Champs-Élysées, coll. « Le Masque no 873 », 1965, 191 p. (BNF 33184002)

## Adaptation à la télévision
- 2002 : La Chasse à la maman (The Mother Hunt), saison 2, épisodes 6 et 7 de la série télévisée américaine Les Enquêtes de Nero Wolfe réalisés par Alan Smithee, alias Charles B. Wessler, d’après le roman éponyme, avec Maury Chaykin dans le rôle de Nero Wolfe, et Timothy Hutton dans celui d’Archie Goodwin.

## Sources
- André-François Ruaud. Les Nombreuses Vies de Nero Wolfe - Un privé à New York, Lyon, Les moutons électriques, coll. Bibliothèque rouge, 2008  (ISBN 978-2-915793-51-2)
- J. Kenneth Van Dover. At Wolfe's Door: The Nero Wolfe Novels of Rex Stout, 2e édition, Milford Series, Borgo Press, 2003  (ISBN 0-918736-51-X).